# Anneau de Vitesse de Grenoble
Anneau de Vitesse de Grenoble was de ijsbaan van Grenoble. De baan werd geopend in 1966 met het oog op de Olympische Spelen van 1968. In 1990 werd de baan gesloten. Deze baan is gelegen in het park Paul Mistral.
Op de baan werd twee keer een wereldrecord gereden, op 15 februari 1968 reed Fred Anton Maier 7.22,4 op de 5000 meter en een jaar later op 2 februari 1969 reed Ans Schut 4.52,0 op de 3000 meter. Opvallend detail is dat Hans van Helden houder is van het baanrecord op de 3000 en 10.000 meter voor mannen en zijn vrouw Marie-France Vives houdster is van het baanrecord op de 5000 meter.

## Grote kampioenschappen
- 1968 - Olympische Winterspelen
- 1969 - WK allround vrouwen
- 1973 - EK allround mannen
- 1979 - WK junioren
- 1981 - WK sprint

## Wereldrecords
| Nr. | Discipline     | Naam             | Land      | Tijd   | Datum            |
| --- | -------------- | ---------------- | --------- | ------ | ---------------- |
| 1.  | 5000 meter (m) | Fred Anton Maier | Noorwegen | 7.22,4 | 15 februari 1968 |
| 2.  | 3000 meter (v) | Ans Schut        | Nederland | 4.52,0 | 2 februari 1969  |

1924:  Stade de Mont Blanc · 
1928:  Badrutts Park · 
1932:  James B. Sheffield Olympic Skating Rink · 
1936:  IJsbaan van Garmisch-Partenkirchen · 
1948:  Badrutts Park · 
1952:  Bislett Stadion · 
1956:  Meer van Misurina · 
1960:  Squaw Valley Olympic Skating Rink · 
1964:  Olympia Eisstadion Innsbruck · 
1968:  Anneau de Vitesse de Grenoble · 
1972:  Makomanai Skating Centre · 
1976:  Olympia Eisstadion Innsbruck · 
1980:  James B. Sheffield Olympic Skating Rink · 
1984:  Zetra Ice Rink · 
1988:  Olympic Oval · 
1992:  Stade de Patinage Olympique · 
1994:  Vikingskipet · 
1998:  M-Wave · 
2002:  Utah Olympic Oval · 
2006:  Oval Lingotto · 
2010:  Richmond Olympic Oval · 
2014:  Adler Arena · 
2018:  Gangneung Science Oval · 
2022:  National Speed Skating Oval
2026:  Fiera Milano